# Резолюция Совета Безопасности ООН 901
Резолюция Совета Безопасности ООН 901 — резолюция Совета Безопасности ООН, единогласно принятая 4 марта 1994 года. После принятия резолюций 849 (1993), 854 (1993), 858 (1993), 876 (1993), 881 (1993), 892 (1993) и 896 (1994) Совет Безопасности продлил мандат Миссии ООН по наблюдению в Грузии (UNOMIG) до 31 марта 1994 года.
Совет Безопасности назначил переговоры, которые должны состояться в Нью-Йорке 7 марта 1994 года после переговоров, состоявшихся в Женеве 22-24 февраля 1994 года между грузинской и абхазской сторонами, призвав как можно скорее добиться прогресса, с тем чтобы Совет Безопасности мог рассмотреть создание в Абхазии миротворческих сил. Генеральному секретарю Бутросу Бутрос-Гали было предложено представить Совету Безопасности до 21 марта 1994 года доклад о событиях на переговорах и ситуации в регионе.